# 湯浅真沙子
湯浅 真沙子（ゆあさ まさこ、生没年不詳）は、日本の歌人。「湯浅真砂子」とも表記。正体は今日に至るまで一切わからず、著書は川路柳虹が編んだ歌集『秘帳』一巻のみである。自らの性体験を赤裸々に短歌に託したものである。

## 人物
『秘帳』の川路柳虹による序文によると富山県生まれ、日本大学芸術科に通っていたとされる。
川路の門下生である倉橋弥一から紹介され詩を習い、後に短歌へと転じたという。収録されている短歌の内容によると既婚者であり、夫は既に亡くなっているという。
川路は湯浅との初対面時の感想として「まだ二十歳位の小柄な、どこか男性的強さと、無口でさっぱりしたやうな性格をもつ女性であった（原文ママ）」と記している。しかし『秘帳』初版（1951年）が世に出る前、知人によって原稿が発見された当時の湯浅はすでに故人となっており、上記以外の経歴についてはいっさい不明のままである。
湯浅と接触があったといわれる人物は前述の川路と倉橋の二人だけしか確認されておらず（他にも素性は不明だが、湯浅の原稿を発見し、川路のもとに届けた知人の「中村」という人物もいる）、『秘帳』以外での「湯浅真沙子」名義の活動や他の作家・歌人同志での交流は一切なかった。なお紹介者である倉橋も『秘帳』が出版される前、1945年6月6日に交通事故で亡くなっている。
後に正体を確かめようと富山の新聞社が調査を行ったようであるが、湯浅が在籍していたという日本大学の戦前から戦中にかけての学籍簿が焼けて無くなっていたなどを理由に一切判明しなかった。
そのため、「湯浅真沙子」は作者の正体を隠すペンネームであり、上記の架空の設定を付けた覆面歌人とも考えられる。

## 『秘帳』の内容
作者の人生に沿って、新婚生活から夫の死とその後日の性愛を詠んだものである。ここでいう「ターキー」は水之江滝子のこと。
- 新婚
- 美貌の友
- いで湯
- 同性愛
- ひとりの愛
- ひとりの愛（そのニ）
- 紅閨
- ターキー
- 楽屋口
- 路傍の男
- 性愛
- 命日
- ダンサー
- 余情
- 祭の日

## さまざまな版
- 『歌集　秘帳』1951年11月　初版　風俗文献社（函入）判型82ｍｍ×168ｍｍ

補遺として次の４首が別にはさみこまれている。
- - 灯を消して二人抱くときわが手もて握るたくまき太く逞し
  - 握りしめわがほどのへに當てがひて入るればすべてを忘れぬるかな
  - わらい繪をながめつつ二人その型をせんとおもへど出來ぬ可笑しさ
  - 二度終へてまだきほいたつたくまきの尺八すればいよいよ太しき
- 『歌集　秘帳』1956年12月　再刊　有光書房（函入）跋文、斉藤昌三。判型は101mm×167mm（300円）２万部以上売れたという。
  - 近世庶民文化研究所の会報「瓦版」による草稿版（8首の対照）
- 『歌集　秘帳』（函入）　削除版　当局からの指導（強制）により41首を削除したもの。約5000部を刷ったといわれる。（見返しが無削除版はクリーム色、削除版が紫色という）
- 『歌集　秘帳（特装版）』1963年　那須書房　函入（780円）
- 『歌集　秘帳』2000年2月　皓星社（エッセイ林あまり）

「日大芸術科に通っていたらしい。富山県出身らしい。著者の身許はこれよりわからない。数奇な運命を辿って、出版界の異端児坂本篤のもとに持ち込まれた歌稿。肉体の悦びを素直にうたいながら、短い結婚生活ののち夫を失い、自らも若くして不遇の死をとげた湯浅真沙子歌集、50年ぶりの新装版。」（Amazon・出版社/著者からの内容紹介）
- 『愛の歌集　秘帳』2005年12月　北溟社

## 草稿と版本の差異
（数字はページ数）
- 48 刊本 互《かたみ》にぞしたしきものかさくら紙のやはらかき皺手になつかしむ 
  - 草稿 互《かたみ》にぞ拭い合ひたるさくら紙のやはらかき皺手になつかしむ
- 59  刊本 灯を消して二人抱くときわが手もて握るたくまき太く逞し 
  - 草稿 灯を消して二人抱くときわが手もて握る陰莖太く逞し
- 刊本 われ惱ますこの太きものあるからになべての男憎むなりけり 
  - 草稿 われ惱ますこの陰莖のあるからになべての男憎むなりけり
- 60 刊本 眼つむりて君たはむれの手に堪へず思はず握る太しきものよ 
  - 草稿 眼つむりて君たはむれの手に堪へず思はず握る太き陰莖
- 61 刊本 握りしめわがほどのへに當てがひて入るればすべてを忘れぬるかな 
  - 草稿 握りしめわが陰門に當てがひて入るればすべてを忘れぬるかな
- 刊本 わが息の切なくなるを感じつゝ夢みる味の忘れや忘る 
  - 草稿 わが息の切なくなるを感じつゝもち上ぐる味の忘れや忘る
- 67 刊本 二度終へてまだきほいたつたくまきの尺八すればいよいよ太しき 
  - 草稿 二度終へてまだきほいたつ陰莖の尺八すればいよいよ太しき
- 68 刊本 わが釦《ボタン》キスしたまえばつよき刺戟身うち轟く心地こそすれ 
  - 草稿 核がしらキスしたまえばつよき刺戟身うち轟く心地こそすれ
- 69 刊本 わが釦《ボタン》キスさるゝとき思はずも放つわがこえうらはづかしき 
  - 草稿 核がしらキスさるゝとき思はずも放つわがこえうらはづかしき
- 119 刊本 ターキーのうつとりする眼をみればキスする時の女をおもふ 
  - 草稿 ターキーのうつとりする眼をみれば自慰する時の女をおもふ

## 参考リンク
- 中野書店　古本倶楽部
- XX文学の館 発禁本　「秘帳」の完本